# Emmanuel de Las Cases

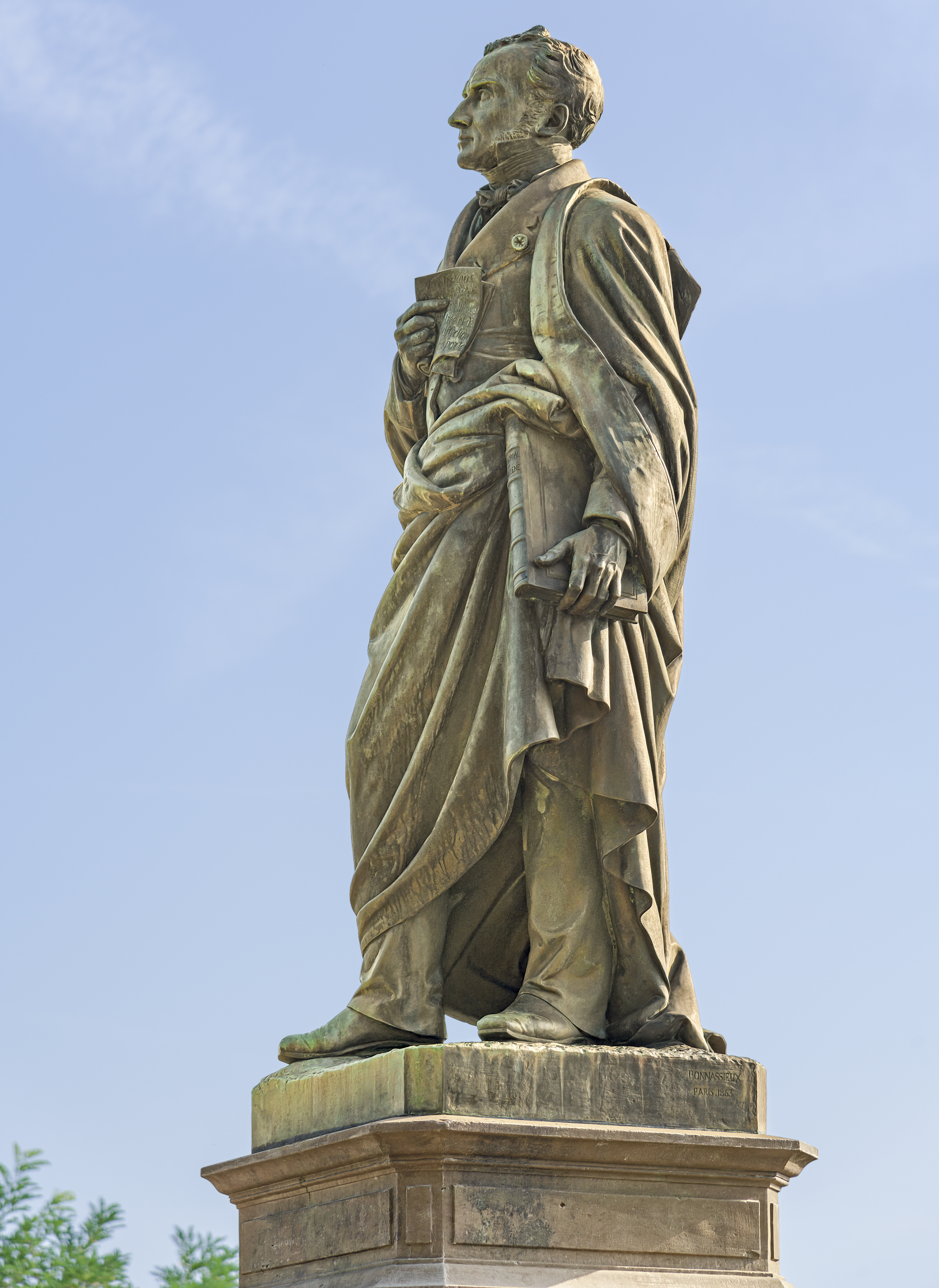
Pomnik Las Casesa w Lavaur

Emmanuel-Augustin-Dieudonné-Joseph, hr. de Las Cases francuski arystokrata ur. 21 czerwca 1766, zm. 15 maja 1842, towarzysz Napoleona na wyspie św. Heleny.

## Młodość
Urodził się w zamku Las Cases w pobliżu Revel w Langwedocji. Kształcił się na oficera w szkołach w Vendôme i w Paryżu, po czym wstąpił do marynarki i brał udział w kilku akcjach zbrojnych w latach 1781-1782. Gdy wybuchła rewolucja w 1789 roku wyemigrował i spędził kilka lat w Niemczech i w Anglii, skąd wyruszył do Francji w ramach tragicznie zakończonej wyprawy rojalistów na Quiberon (1795). Jako jeden z niewielu tych, co przeżyli, wrócił do Londynu, gdzie wegetował w prawdziwej nędzy.

## Odmiany losu
W roku 1802, pod pseudonimem A. Lesage, opublikował Atlas historique, géographique et généalogique, co zdobyło mu ogromną popularność i zwróciło uwagę Napoleona.
Wrócił do Francji w okresie Konsulatu wraz z tymi spośród rojalistów, którzy opowiedzieli się za Napoleonem, któremu miał powiedzieć, że zauroczyła go jego wielkość. W roku 1810 ponownie zainteresował Napoleona, który uczynił go kanclerzem i hrabią Cesarstwa (uprzednio - za Burbonów - był markizem). Po pierwszej abdykacji cesarza 11 kwietnia 1814 roku Las Cases wyjechał do Anglii, ale wrócił, by stanąć u boku Napoleona w czasie jego Stu Dni.

## Na Św. Helenie
Druga abdykacja stała się dla Las Casesa początkiem jego najbardziej znanego okresu w życiu. Wraz ze zdetronizowanym cesarzem i garstką najwierniejszych przyjaciół udał się do Rochefort, gdzie przekonał Napoleona, by zdał się na łaskę Brytyjczyków. Las Cases nawiązał kontakt z kapitanem fregaty HMS Bellerophon, od którego otrzymał pewne gwarancje, których rzetelność później podważał, uważając, że cesarz został oszukany i bez sądu skazany.
Las Cases i jego syn towarzyszyli cesarzowi w drodze na wyspę Świętej Heleny, gdzie służyli mu jako nieformalni, ale bardzo oddani sekretarze, sporządzając wiele notatek z jego rozmów i uwag, co ostatecznie przybrało formę słynnego "Pamiętnika Świętej Heleny" (fr. Le Mémorial de Sainte-Hélène). 
"Pamiętnik" jest znacznie mniej wiarygodny od zapisków Gourgauda, a na dodatek wszystko wyglądało na to, że Las Cases szukał możliwości opuszczenia wyspy, gdy tylko zebrał wystarczającą ilość materiału do wydania książki. Jest jednak całkiem prawdopodobne, że naruszył któryś z punktów ostrego brytyjskiego regulaminu, co spowodowało usunięcie go z wyspy przez gubernatora Hudsona Lowe w listopadzie 1816 roku. Dowodem mogłoby być to, że z wyspy został najpierw wysłany do Kraju Przylądkowego i dopiero stamtąd do Europy, przy czym rząd Ludwika XVIII nie zezwolił mu na wjazd do Francji. 
Osiadł w Brukseli, a zezwolenie na powrót uzyskał dopiero po śmierci Napoleona. Zamieszkał w Paryżu, gdzie opublikował Mémorial, który w krótkim czasie przyniósł mu znaczny majątek. W roku 1840, gdy wyruszała ekspedycja po zwłoki Napoleona na Św. Helenę, był ciężko chory, więc w drogę udał się jego syn, który również przebywał z cesarzem na wyspie. Las Cases zmarł w roku 1842 w Passy, pochowany na Cmentarzu Passy.